# 374 (numero)
Trecentosettantaquattro (374) è il numero naturale dopo il 373 e prima del 375.

## Proprietà matematiche
- È un numero pari.
- È un numero composto con 8 divisori: 1, 2, 11, 17, 22, 34, 187, 374. Poiché la somma dei divisori (escluso il numero stesso) è 274 < 374, è un numero difettivo.
- È un numero sfenico.
- È un numero nontotiente.
- È un numero palindromo nel sistema di numerazione posizionale a base 12 (272), a base 21 (HH) e a base 33 (BB). In queste due ultime basi è altresì un numero a cifra ripetuta.
- È parte delle terne pitagoriche (168, 374, 410), (176, 330, 374), (374, 2040, 2074), (374, 3168, 3190), (374, 34968, 34970).
- È un numero congruente.

## Astronomia
- 374P/Larson è una cometa periodica del sistema solare.
- 374 Burgundia è un asteroide della fascia principale del sistema solare.

## Astronautica
- Cosmos 374 è un satellite artificiale russo.